# Sebastián Abreu
Washington Sebastián Abreu Gallo (Minas, Lavalleja, 17 de octubre de 1976) es un exfutbolista, entrenador y presentador de TV  uruguayo. Actualmente es director técnico de los Xolos de Tijuana de la Primera División de México.
Jugaba como delantero y su último equipo fue Olimpia de Minas de la Liga Minuana de Fútbol de Lavalleja, club número 32 de su carrera. 
Sus recorridos por diferentes clubes a lo largo de su carrera deportiva lo han llevado en la obtención del récord guinness como el jugador que ha jugado en más clubes de forma profesional (32 
equipos diferentes), superando al alemán Lutz Pfannenstiel, tras su fichaje en Audax Italiano de Chile en diciembre de 2017.
Además, Abreu jugó 70 partidos y anotó 26 goles con la selección uruguaya, destacando sus participaciones en los Mundiales de 2002 y 2010, y en la Copa América 2011, la cual ganó.

## Trayectoria

### Sus primeros años
Los primeros años del "Loco" en el mundo del fútbol son en el club Plaza Rivera, un equipo de niños de la ciudad de Minas. Combinando el fútbol con el negocio familiar de las alfombras, pasó a Filarmónica, un humilde equipo familiar, dirigido por Raúl Iribarne Márquez y su tío, Rubén Abreu. Sus primeros pasos en cancha de 11 se dan en el Club Nacional de Minas en el año 1987. En paralelo, por esos años Abreu también practicó voleibol y baloncesto en clubes minuanos.
En 1992 debuta para el Nacional de Minas jugando contra Olimpia de ese mismo departamento. Su primer gol lo anota contra Las Delicias. Sus destacadas actuaciones le permitieron integrar la Selección Juvenil de Lavalleja. Ese mismo año se sumó también a las divisiones formativas de Trouville, un equipo de baloncesto de Montevideo. Abreu viajaba una vez por semana a la capital uruguaya para entrenar junto a sus compañeros y jugaba luego los partidos oficiales durante los fines de semana en la posición de ala-pívot. Con los montevideanos se consagraría campeón del Torneo Federal de Menores y recibiría una convocatoria para integrar la Selección Uruguaya Sub-17 de baloncesto, pero finalmente fue expulsado de la misma por su mala conducta.
A comienzos de 1993 es citado por Rudi Rodríguez para integrar la Selección Uruguaya Sub-17 de fútbol para jugar el Sudamericano de Colombia. En ese torneo juega solo 45 minutos en el último partido del certamen contra Bolivia y convierte 2 goles.

### Defensor Sporting
Una vez finalizado ese campeonato comienza una puja entre Nacional, Defensor, Danubio y Peñarol para tener al "Loco" en sus divisiones formativas. Finalmente, Defensor Sporting logra hacerse de sus servicios. 
Abreu realiza un rápido ascenso por las divisiones inferiores del club hasta llegar a Primera División. Con tan solo un año en quinta división y medio año en cuarta, a fines de julio de 1994, Abreu asciende al primer equipo.
En 1996 participa en la Copa Libertadores de América y marca 6 goles. Su equipo quedó eliminado en octavos de final por la Universidad de Chile en la tanda de penales, pero la actuación de Sebastián no pasa desapercibida.

### San Lorenzo
Corría el año 1996 y el delantero uruguayo, que había llegado de Defensor Sporting, vestía la camiseta de San Lorenzo por primera vez y se llevaba todas las miradas de los hinchas azulgrana que depositaban sus esperanzas en esta joven promesa que llegaba al club. 
su debut  fue en La Bombonera contra Boca Juniors, donde le tocó marcar un gol tras una media vuelta de derecha que estampó el 1-1 para que fuera su carta de presentación,En los míticos torneos Apertura y Clausura, el jugador sorprendió por su capacidad goleadora.  
Su fuerte era el juego aéreo, pero también se destacó por su frialdad con la pelota en el pie. 
Sebastián Abreu tras haber mostrado un gran nivel en San Lorenzo fue vendido en el año 1998 a Deportivo La Coruña.

### Deportivo de La Coruña
El 1 de enero de 1998 fue fichado por el club español y jugó ahí solo por 6 meses.

### Regreso a San Lorenzo
Luego de su paso por Brasil y México retornó en el año 2000 al club, para un año más tarde lograr el Clausura 2001 siendo una de las figuras junto a Bernardo Romeo.

### Nacional
En Nacional, club del que es hincha entusiasta, Abreu jugó por tres períodos diferentes: en 2001, 2003 y 2004-2005. En las tres etapas conquistó títulos para el club de sus amores: la Copa Apertura en 2003, y el Campeonato de Primera División en 2001 y 2005. 
Su confeso fanatismo por Nacional lo llevó a ser reconocido y respetado por la hinchada antes de ponerse la camiseta alba. Ejemplo de su fervor tricolor es el hecho de que Abreu siempre jugó en Nacional por una mínima fracción del sueldo que otros clubes habrían pagado de acuerdo a su cotización internacional, llegando incluso en un período a jugar sin aceptar remuneración.
Dirigido por Hugo De León logra el Campeonato Uruguayo, ser el goleador del equipo, ganarle las finales del Campeonato a Danubio, ganar y anotarle a Peñarol y marcar la escalofriante cifra de 17 goles en 18 partidos. 
En 2003 luego de disputas administrativas, y la constante oposición del Peñarol por impedir que el "Loco" jugara en Nacional, le permiten jugar solamente 7 partidos donde anota 8 goles, incluidos 2 goles en el encuentro clásico, festejados de una manera muy particular. 
Su aporte en esos 8 partidos resulta fundamental para la obtención del Campeonato Apertura 2003, dirigido por Daniel Carreño.

### Cruz Azul
Corría 2002 y Cruz Azul fichó a un delantero proveniente de Nacional de Uruguay, que había defendido a los Tecos en México, y que también sumaba pasos por España, Argentina y Brasil. 

### River Plate
En enero de 2008 acordó su llegada a préstamo por 18 meses con el Club Atlético River Plate. Su primer gol en River fue contra su ex equipo, San Lorenzo de Almagro por el Torneo Pentagonal de Verano 2008.
El 17 de abril de 2008 a través de su conversión de tres goles a San Martín de Porres, River Plate se clasifica para la tercera fase de la Copa Libertadores 2008, quedando segundo en la tabla de goleadores del torneo con siete goles. 
En 2008, cuando le restaba un año de contrato y el presidente Aguilar deseaba extenderle el vínculo por una temporada más, Abreu decidió dejar River. El atacante, que convirtió nueve goles en el semestre, dos en el torneo y siete en la Copa Libertadores, firmó un contrato de 1.200.000 dólares por año por 3 temporadas. "Es una baja que se va a sentir muchísimo, Abreu era fundamental para el grupo", reconoció un allegado al DT Simeone.[cita requerida]

### Beitar Jerusalén
Sebastián Abreu aceptó el ofrecimiento de Beitar Jerusalén, de Israel. La crítica relación que se generó en el plantel, tras el escándalo que protagonizó Ortega, fue una de las razones que empujaron al uruguayo a tomar la decisión. 

### Regreso a River Plate
El 20 de septiembre de ese mismo año, el Loco regresó a River Plate firmando contrato hasta diciembre de 2010. En lo que resta de dicho año solo podrá disputar la Copa Sudamericana 2008 debido a que el período de pases del fútbol argentino ya se encontraba cerrado. A partir de enero de 2009, pasaría a integrar con normalidad el plantel que disputará el torneo local, pero el 9 de enero de 2009 aceptó el ofrecimiento de la Real Sociedad, de la Segunda División de España.

### Real Sociedad
Abreu llegó a la Real Sociedad apadrinado por el que había sido su entrenador en Dorados de Sinaloa, Juanma Lillo. Debutó en la última jornada de la primera vuelta de Liga con la Real Sociedad, el 24 de enero de 2009. 
Desde su llegada se convirtió en el referente indiscutible del equipo txuri-urdin en la delantera, jugando 18 de los 22 partidos que restaban de temporada. (se perdió algún encuentro por compromisos de su selección). Marcó 11 goles siendo el máximo goleador del equipo a pesar de haber jugado solo media temporada. 
Sin embargo los goles de Abreu no fueron suficientes para enganchar al club a la lucha por el ascenso, ya que la Real Sociedad quedó descolgada en el tramo final de la Liga y acabó 6.ª a 15 puntos del ascenso. 
En el recuerdo de su breve paso por la Real Sociedad quedó especialmente la tripleta que marcó a domicilio al Xerez Club Deportivo, equipo que a la postre quedaría campeón y lograría el ascenso. A pesar de su gran rendimiento y sus números de gran goleador, el jugador uruguayo no acabó de cuajar del todo entre la afición realista por el estilo poco combativo y parsimonioso de su juego y por la forma en la que se produjo su marcha del club, al haberse anunciado ya su fichaje por el Aris Salónica antes de finalizar la temporada.

### Aris Salónica
La estancia de Abreu en el fútbol griego se prolongó por menos de medio año. Abreu jugó un total de 9 partidos oficiales con el Aris, 8 en la Liga y 1 en la Copa, marcando 5 goles (3 en Liga).
El 18 de diciembre de 2009 se anunció el abandono de Abreu del equipo griego a causa de los impagos del Aris Salónica y de no haberse cumplido las expectativas creadas.

### Botafogo
Abreu firmó por uno de los grandes de Río de Janeiro, el Botafogo, por dos temporadas en enero del 2010 tras plantearse ir a la Real Sociedad y el Málaga Club de Fútbol. Pero finalmente firmó por el Botafogo por dos temporadas. 
Rápidamente se tornó referencia del actual equipo y el gran ídolo de la afición no solo por el buen fútbol pero también por llevar el número 13, el mismo que llevaba Zagallo, una de las leyendas. Ayudó al Botafogo a ser campeón del Campeonato Carioca, siendo el 2.º goleador de la competición con 12 goles y anotó el penal que dio a Botafogo el triunfo y el título en la victoria 4-1 sobre el grande rival del equipo, el Flamengo.
La directiva de Botafogo resolvió extender el contrato que Sebastián Abreu tenía con el club hasta el 31 de diciembre de 2011 y además de incluir una cláusula especial de recisión con multa de 20 millones de reales (11,3 millones de dólares al cambio). El "Loco" aseguró que fue consultado por la Universidad de Chile y la Universidad Católica de Chile, pero se sintio cómodo en Río de Janeiro donde ya es ídolo de la "torcida" del club de la "Estrella Solitaria". También logró un acuerdo para recibir un porcentaje de las ventas de la camiseta "Celeste Albinegra" número 13, que homenajea su participación en el Mundial 2010.

### Vuelta a Nacional
El "Loco" tras su desvinculación con Botafogo vuelve al club del cual es hincha, Nacional. El ídolo tricolor fue recibido y presentado en el Gran Parque Central con una concurrencia de tres mil hinchas.
Abreu debutó en un partido contra Barcelona en la Copa Libertadores marcando un gol en el empate 2-2. Además de haber marcado otro gol por el campeonato local a pocos minutos de haber ingresado contra Liverpool el "Loco" no queda en los planes del técnico, quedando como quinta o sexta opción y es cedido a préstamo Rosario Central.

### Rosario Central
La etapa como jugador del Club Atlético Rosario Central se dio luego del ascenso a Primera División de Argentina en el año 2013. En el balance del primer torneo que le compete al uruguayo, jugó 9 partidos y convirtió 5 tantos (0.55%) siendo el máximo artillero de su equipo en esa Temporada Inicial. En su repertorio como goleador con la camiseta "canalla" ese torneo anotó: 3 (tres) de penal contra Godoy Cruz, Colon y Argentinos Juniors; y, 2 (dos) de jugada contra Arsenal de Sarandí y Boca Juniors. A partir del torneo final 2014, el "loco" se ganó la titularidad en el equipo, y con el cariño del público "canalla", y aunque no pudo lograr ser convocado nuevamente para la selección, logró asentarse nuevamente en un equipo de primera división. El contrato con la entidad rosarina caducaba, en principio, a mediados de 2014. En ese momento surgió la posibilidad de que el delantero vuelva a Botafogo, sin embargo, la comodidad que le había proporcionado Rosario hizo que decidiera quedarse, al menos por un torneo más, dejando de lado la desprolijidad de la dirigencia canalla, que tardó en renovarle el contrato e hizo que Abreu se entrenase sin contrato por un tiempo. Ya en el torneo de transición 2014 del fútbol argentino, Sebastián Abreu continuó como titular del conjunto auriazul, convirtiendo una anotación importante para que el equipo de Miguel Ángel Russo derrote a Tigre por 1 a 0 en los cuartos de final de la Copa Argentina 2013/2014 y tuvo la oportunidad de jugar desde el comienzo del clásico entre Rosario Central y Newell's Old Boys del 19 de octubre de 2014, donde tuvo incidencia en los 2 goles de su equipo en lo que fue la victoria por 2 a 0 y que lo consagró como vencedor en las 3 ediciones del clásico rosarino que disputó desde que llegó al club.
Luego de convertir un gol en la semifinal de la Copa Argentina ante Argentinos Juniors, coincidente con su partido número 700 en el profesionalismo, Abreu salió lesionado y recién pudo volver a entrar unos minutos en la final de dicha copa, que finalmente Rosario Central perdería enfrentando al Club Atlético Huracán en instancia de penales. Este encuentro sería el último que Sebastián disputase con la camiseta de Rosario Central, en total, el uruguayo jugó en el club rosarino por 1 año y medio.

### S. D. Aucas

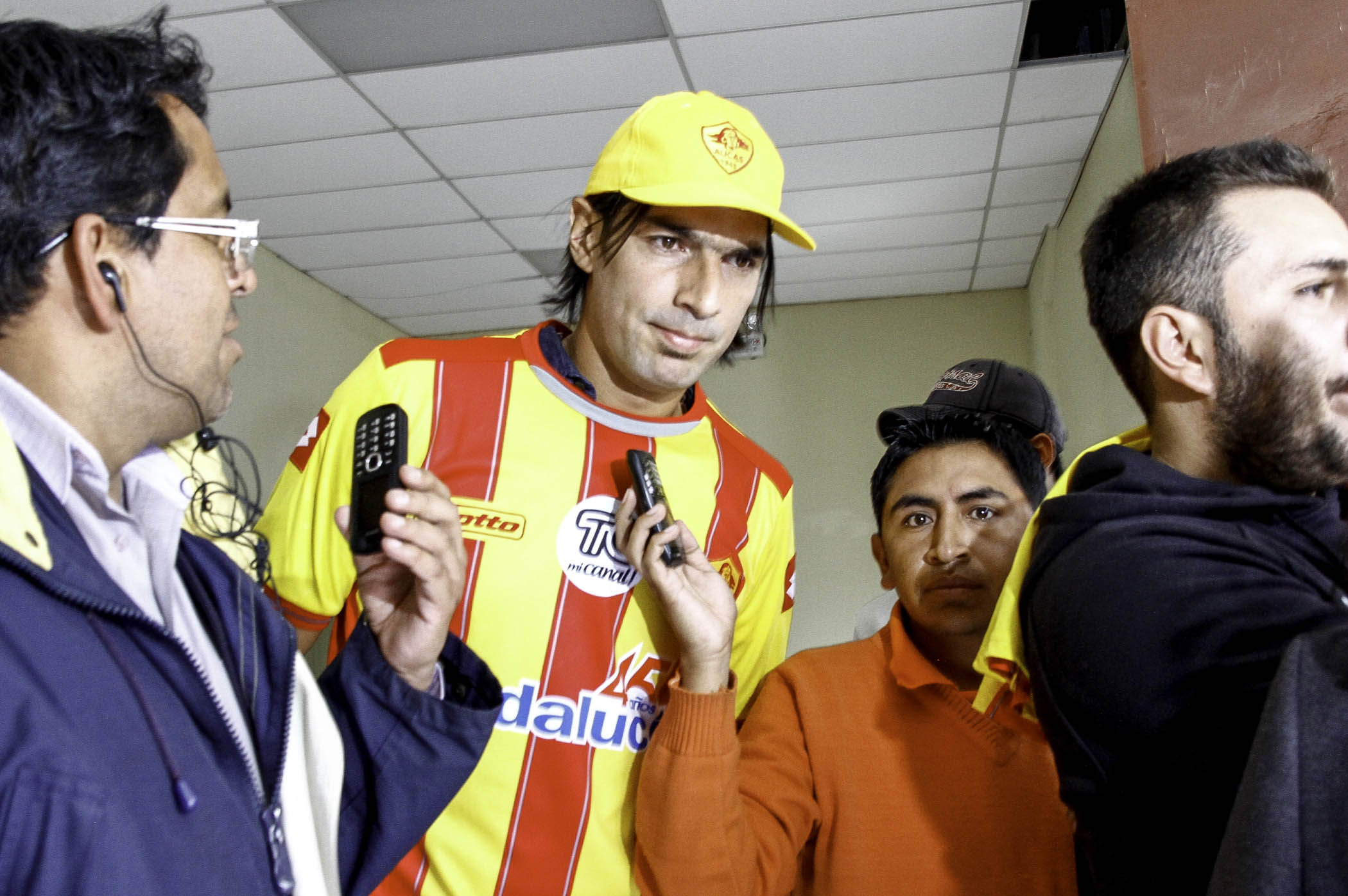
Abreu con SD Aucas en 2015.

Terminado su pasaje por Rosario Central, el delantero de 38 años volvió a Nacional, propietario de su ficha, quien lo cedió nuevamente a préstamo, esta vez al Aucas de Ecuador, club que se convirtió entonces en el número 20 en la carrera del futbolista. El 17 de mayo del 2015 jugó su último partido contra Barcelona en su despedida del Fútbol Ecuatoriano.

### De nuevo Nacional
Una vez que Abreu terminó su pasaje por el Aucas de Ecuador, el minuano volvió al Bolso de Gustavo Munúa.

### Arribo a Chile y Brasil, y Gol 400
El 2 de febrero de 2017, Abreu logró alcanzar su gol número 400 de su carrera futbolística, en el partido correspondiente al Campeonato Carioca 2017, en la derrota del Bangu 1-3 frente al Vasco da Gama. Luego del Bangú, Abreu tuvo un fugaz pero exitoso paso por Central Español, equipo de la Segunda División Uruguaya. El club llevaba algunas temporadas en la categoría de ascenso sin ser protagonista, y junto con el "Loco" finalizó la primera rueda en la primera colocación. Para el segundo torneo Abreu se fue, el club perdió protagonismo y no pudo mantenerse en las posiciones de ascenso.
El 16 de junio de 2017, Abreu llegó a acuerdo con el Deportes Puerto Montt, equipo de la Primera B de Chile, donde jugó por 6 meses en el Torneo de Transición Loto Primera B 2017 y la Copa Chile MTS 2017. El día 29 de julio de 2017, Abreu convierte su primer gol con la camiseta salmonera ante Rangers, por el Torneo de Transición Loto Primera B 2017.

### Audax Italiano
Posteriormente, el 26 de diciembre de 2017, Abreu llegó a un acuerdo con Audax Italiano, para el refuerzo estrella del equipo itálico, para la Copa Sudamericana 2018, la Copa Chile MTS 2018 y el Campeonato Nacional Scotiabank 2018. Además, con su fichaje en Audax Italiano, Abreu logra el Récord Guinness como el futbolista que jugó en más clubes de manera profesional.
Antes de partir de Chile, Abreu pasó por el Club Magallanes, para luego retornar a Brasil y competir por el Rio Branco Atlético Clube.

### Debut como técnico y jugador

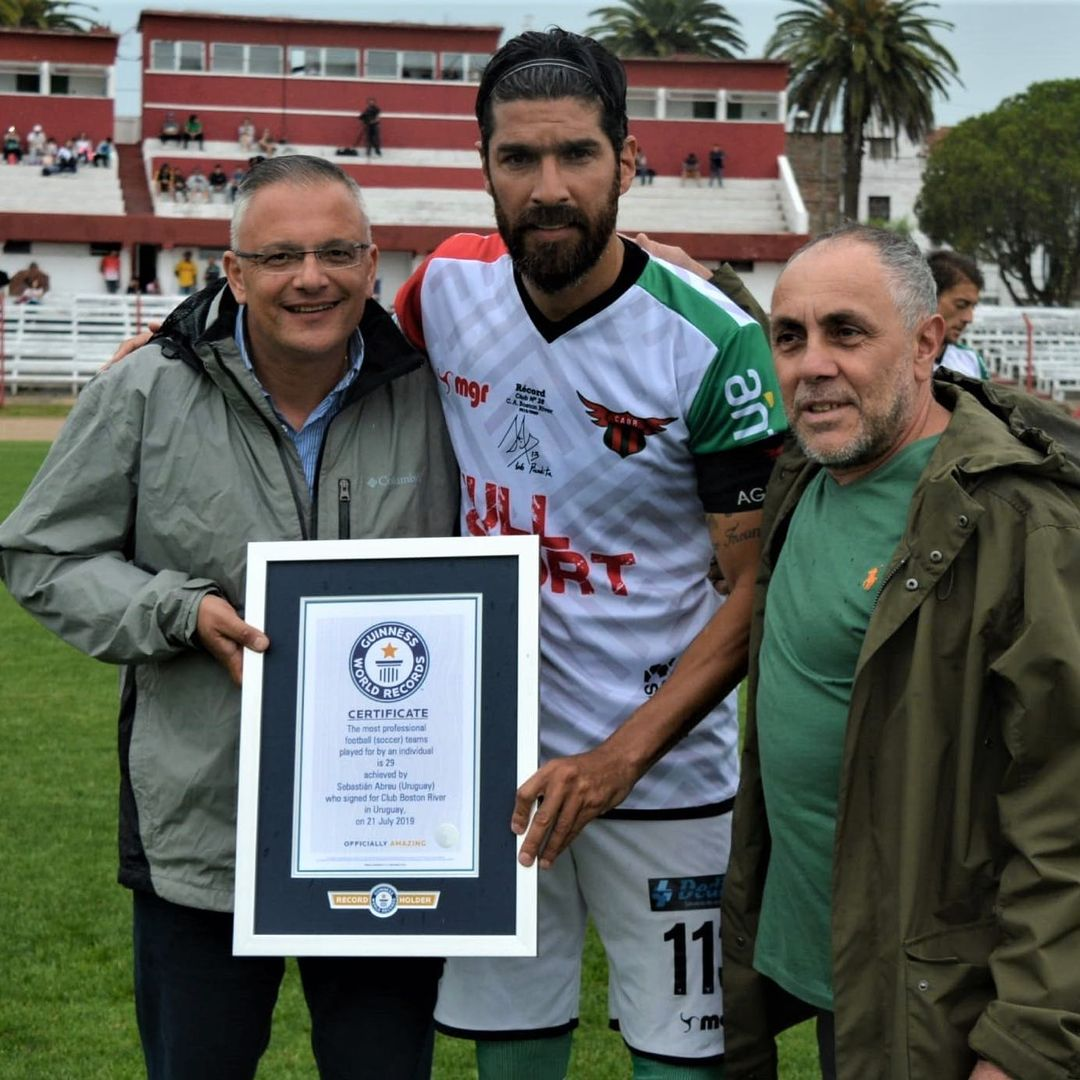
Imagen de su pasaje por Boston River.

Luego de su paso por Chile, Abreu retornó a El Salvador, para asumir como técnico interino del Santa Tecla FC (ya había pasado como jugador en 2016, en un exitoso pasaje en el que acabó como goleador y campeón). El minuano acumuló una victoria, un empate y dos derrotas, en los cuatro partidos que dirigió.
Posteriormente volvió a su país, Uruguay, esta vez para debutar como técnico-jugador en Boston River, equipo de la Primera División. Una campaña irregular y una posición incómoda en la tabla (en zona de descenso), motivó que presentara la renuncia al cargo, tanto como jugador y como entrenador.
En 2021, Abreu jugó su último partido profesional el 11 de junio para la Institución Atlética Sud América.
Abreu volvió a las canchas en 2024 para disputar la Copa Nacional de Selecciones con la selección de Lavalleja.

### Como entrenador
Abreu debutó como director técnico en el equipo Always Ready durante la temporada 2022 de la Primera División de Bolivia, donde sólo dirigió 4 partidos, obteniendo 1 victoria, 1 empate y 2 derrotas. Posteriormente tuvo que abandonar el cargo debido a que su hijo Facundo Abreu se tuvo que someter a una intervención quirúrgica compleja, por lo que le impedía estar entrenando al equipo.

## Vida personal
Washington Sebastián Abreu hijo de Marita Gallo y Miguel Abreu,el mayor de tres hermanos Rodrigo y Clarisa, está casado con Paola Firenze, quien también es nacida en la ciudad de Minas, departamento de Lavalleja, al igual que el futbolista. Se conocieron en Buenos Aires, en la época en que Abreu jugaba para el Club Atlético San Lorenzo de Almagro. Tienen cuatro hijos: Valentina, Diego, y los gemelos Franco y Facundo. Los tres varones han seguido el camino del fútbol como su padre, mientras que Valentina estudia Comunicación y se ha convertido en una personalidad con fuerte presencia en las redes sociales.
El mayor de sus hijos, Diego Abreu Firenze, nació en México y comenzó su carrera futbolística en el Defensor Sporting Club de Montevideo. Ha formado parte de las selecciones de México en sus categorías sub-16 y sub-18.
Sebastián Abreu ha participado en distintos proyectos televisivos durante los últimos años de su carrera, siendo comentarista deportivo y panelista en distintos programas, además de coconducir el programa Noche de Locura luego de la Copa Mundial de Fútbol Sudáfrica 2010.  
En el año 2019 comenzó a conducir el programa televisivo de entretenimientos Trato Hecho, que se emitió por el Canal 12 de Montevideo. Se mantuvo en este rol hasta agosto de 2020, cuando fue sustituido por el animador Maximiliano de la Cruz.

## Participaciones en la selección uruguaya
De los 57 partidos en los que participó Abreu, Uruguay ganó 22 (38,6%), empató 19 (33,3%) y perdió 16 (28,1%).
De esos 57, 26 fueron amistosos (14 – 6 – 6) y 31 oficiales. De los oficiales ganó 8 (25,8%), empató 13 (41,9%) y perdió 10 (32,3%).
Los partidos oficiales se dividen en:
- Seis por Copa América (uno en Bolivia 1997, cuatro en Venezuela 2007 y uno en Argentina 2011)
- 22 por Eliminatorias (cuatro por la eliminatoria para Francia 1998, dos por la eliminatoria para Corea-Japón 2002, 15 por la eliminatoria para Sudáfrica 2010 y uno por el repechaje al mismo certamen).
- 4 por fase final de Copa del Mundo (3 en el Mundial de Corea-Japón 2002 y 1 en el Mundial de Sudáfrica 2010).

Fue titular en 30 de sus 57 participaciones y fue sustituido en 14 de ellas. En las restantes 27 oportunidades, ingresó desde el banco de suplentes. En esas 57 participaciones completó 3.069 minutos (a un promedio de 53'50 por partido).

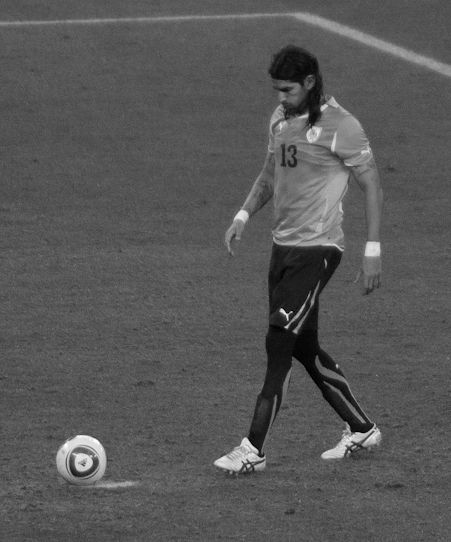
Abreu durante un partido de la Copa Mundial de Fútbol de 2010.

En total anotó 26 goles (16 en partidos amistosos y 10 en partidos oficiales: dos goles a Ecuador, Brasil y Bolivia y un gol a México, Chile, Perú y Costa Rica. Fue capitán del equipo en una oportunidad (en el amistoso contra Sudáfrica, del 12/09/2007).
En los cuartos de final de la Copa Mundial de Fútbol 2010 Uruguay llegó a los penaltis contra Ghana después de haber quedado en el partido 1-1. Abreu fue el encargado de tirar el último cobro y lo picó (forma coloquial de decir que lo anotó al estilo Panenka, es decir, con un toque suave de la pelota que se eleva 1,5 metros sobre su vertical y cruza la línea de gol de manera lenta), llevando a su equipo a las semifinales del campeonato después de 40 años. Un cántico de la hinchada con el estribillo "¡La picó! ¡El Loco la picó!" recuerda este momento.

### Participaciones en Copas del Mundo
| Mundial           | Sede                  | Resultado    | Partidos | Goles |
| ----------------- | --------------------- | ------------ | -------- | ----- |
| Copa Mundial 2002 | Corea del Sur y Japón | Primera fase | 3        | 0     |
| Copa Mundial 2010 | Sudáfrica             | Cuarto lugar | 4        | 0     |

### Participaciones en Copa América
| Copa              | Sede      | Resultado    | Partidos | Goles |
| ----------------- | --------- | ------------ | -------- | ----- |
| Copa América 1997 | Bolivia   | Primera Fase | 1        | 0     |
| Copa América 2007 | Venezuela | Cuarto lugar | 4        | 2     |
| Copa América 2011 | Argentina | Campeón      | 1        | 0     |

### Detalles de sus participaciones
Datos actualizados al 15 de agosto de 2012.
| Detalle | Detalle             | Detalle | Detalle  | Detalle                          | Detalle                                         | Detalle                  | Detalle                 | Detalle |
|         | Rival               | Res.    | Fecha    | Lugar                            | Motivo                                          | Entrenador               | Equipo                  | Observaciones |
| ------- | ------------------- | ------- | -------- | -------------------------------- | ----------------------------------------------- | ------------------------ | ----------------------- | --- |
| 1       | China               | 1-1     | 17/07/96 | Beijing, China                   | Amistoso                                        | Héctor Núñez             | Defensor Sporting       | Entró para el segundo tiempo por Juan González.                                                                                            |
| 2       | Japón               | 3-5     | 25/08/96 | Osaka, Japón                     | Amistoso                                        | Héctor Núñez             | Defensor Sporting       | Entró para el segundo tiempo por Luis Jonne. Anotó un gol.                                                                                 |
| 3       | Argentina           | 0-0     | 12/01/97 | Montevideo, Uruguay              | Eliminatoria C. del Mundo (8.ª fecha)           | Juan Auntchain           | San Lorenzo             | Ingresó a los 57' por Daniel Fonseca. |
| 4       | Ecuador             | 0-4     | 12/02/97 | Quito, Ecuador                   | Eliminatoria C. del Mundo (9.ª fecha)           | Juan Auntchain           | San Lorenzo             | Sustituido a los 53' por Daniel Fonseca.                                                                                                   |
| 5       | Venezuela           | 3-1     | 02/04/97 | Montevideo, Uruguay              | Eliminatoria C. del Mundo (10.ª fecha)          | Juan Auntchain           | San Lorenzo             | Sustituido a los 42' por Luis Alberto Romero.                                                                                              |
| 6       | Venezuela           | 2-0     | 15/06/97 | Sucre, Bolivia                   | Copa América, Grupo B                           | Juan Auntchain           | San Lorenzo             | Ingresó a los 60' por Luis Alberto Romero.                                                                                                 |
| 7       | Ecuador             | 5-3     | 16/11/97 | Maldonado, Uruguay               | Eliminatoria C. del Mundo (18.ª fecha)          | Roque Gastón Máspoli     | San Lorenzo             | Sustituido a los 77' por Osvaldo Canobbio. Anotó dos goles.                                                                                |
| 8       | Ecuador             | 4-0     | 03/09/00 | Montevideo, Uruguay              | Eliminatoria C. del Mundo (8.ª fecha)           | Daniel Passarella        | San Lorenzo             | Ingresó a los 63' por Federico Magallanes.                                                                                                 |
| 9       | Argentina           | 1-2     | 08/10/00 | Buenos Aires, Argentina          | Eliminatoria C. del Mundo (9.ª fecha)           | Daniel Passarella        | San Lorenzo             | Ingresó a los 69' por Álvaro Recoba. |
| 10      | Corea del Sur       | 2-1     | 13/02/02 | Montevideo, Uruguay              | Amistoso                                        | Víctor Púa               | Cruz Azul               | Anotó dos goles. |
| 11      | Italia              | 1-1     | 17/04/02 | Milán, Italia                    | Amistoso                                        | Víctor Púa               | Cruz Azul               | Ingresó a los 56' por Pablo García. Anotó un gol.                                                                                          |
| 12      | Estados Unidos      | 1-2     | 12/05/02 | Washington D. C., Estados Unidos | Amistoso                                        | Víctor Púa               | Cruz Azul               | Anotó un gol. |
| 13      | China               | 2-0     | 16/05/02 | Shenyang, China                  | Amistoso                                        | Víctor Púa               | Cruz Azul               | Anotó dos goles. |
| 14      | Dinamarca           | 1-2     | 01/06/02 | Ulsan, Corea del Sur             | Copa del Mundo Corea-Japón 2002, Grupo A        | Víctor Púa               | Cruz Azul               | Sustituido a los 88' por Richard Morales.                                                                                                  |
| 15      | Francia             | 0-0     | 06/06/02 | Pusan, Corea del Sur             | Copa del Mundo Corea-Japón 2002, Grupo A        | Víctor Púa               | Cruz Azul               | |
| 16      | Senegal             | 3-3     | 11/06/02 | Suwon, Corea del Sur             | Copa del Mundo Corea-Japón 2002, Grupo A        | Víctor Púa               | Cruz Azul               | Sustituido en el segundo tiempo por Richard Morales.                                                                                       |
| 17      | Corea del Sur       | 2-0     | 08/06/03 | Seúl, Corea del Sur              | Amistoso                                        | Juan Ramón Carrasco      | Nacional                | Anotó un gol. Sustituido a los 83' por Fabián Estoyanoff.                                                                                  |
| 18      | Argentina           | 2-3     | 20/08/03 | Florencia, Italia                | Amistoso                                        | Juan Ramón Carrasco      | América de México       | |
| 19      | México              | 1-3     | 26/10/05 | Guadalajara, Jalisco, México     | Amistoso                                        | Jorge Fossati            | Dorados de Sinaloa      | Anotó un gol. Sustituido a los 57' por Pablo Granoche.                                                                                     |
| 20      | Irlanda del Norte   | 1-0     | 21/05/06 | Nueva Jersey, Estados Unidos     | Amistoso                                        | Óscar Washington Tabárez | Monterrey               | |
| 21      | Rumania             | 2-0     | 23/05/06 | Los Ángeles, Estados Unidos      | Amistoso                                        | Óscar Washington Tabárez | Monterrey               | |
| 22      | Serbia y Montenegro | 1-1     | 27/05/06 | Belgrado, Serbia                 | Amistoso                                        | Óscar Washington Tabárez | Monterrey               | Sustituido a los 60' por Nicolás Olivera.                                                                                                  |
| 23      | Libia               | 2-1     | 30/05/06 | Túnez                            | Amistoso (LG Cup)                               | Óscar Washington Tabárez | Monterrey               | Anotó un gol. |
| 24      | Egipto              | 2-0     | 16/08/06 | Alejandría, Egipto               | Amistoso                                        | Óscar Washington Tabárez | Monterrey               | Ingresó a los 75' por Diego Forlán. |
| 25      | Venezuela           | 0-1     | 27/09/06 | Maracaibo, Venezuela             | Amistoso                                        | Óscar Washington Tabárez | Monterrey               | |
| 26      | Venezuela           | 4-0     | 18/10/06 | Montevideo, Uruguay              | Amistoso                                        | Óscar Washington Tabárez | Monterrey               | Anotó un gol. Sustituido a los 82' por Diego Vera.                                                                                         |
| 27      | Colombia            | 3-1     | 07/02/07 | Cúcuta, Colombia                 | Amistoso                                        | Óscar Washington Tabárez | San Luis                | Anotó dos goles. Sustituido a los 75' por Nicolás Vigneri.                                                                                 |
| 28      | Australia           | 2-1     | 02/06/07 | Sídney, Australia                | Amistoso                                        | Óscar Washington Tabárez | San Luis                | Ingresó a los 82' por Álvaro Recoba. |
| 29      | Perú                | 0-3     | 26/06/07 | Mérida, Venezuela                | Copa América, Grupo A                           | Óscar Washington Tabárez | Tigres                  | Ingresó a los 66' por Vicente Sánchez. |
| 30      | Venezuela           | 0-0     | 03/07/07 | Mérida, Venezuela                | Copa América, Grupo A                           | Óscar Washington Tabárez | Tigres                  | Ingresó a los 79' por Diego Forlán. |
| 31      | Brasil              | 2-2     | 10/07/07 | Mérida, Venezuela                | Copa América, Semifinal                         | Óscar Washington Tabárez | Tigres                  | Ganó Brasil 5-4 en def. por penales. Ingresó para el segundo tiempo por Álvaro Recoba. Anotó un gol.                                       |
| 32      | México              | 1-3     | 14/07/07 | Caracas, Venezuela               | Copa América, partido por el tercer puesto      | Óscar Washington Tabárez | Tigres                  | Anotó un gol. |
| 33      | Sudáfrica           | 0-0     | 12/09/07 | Johannesburgo, Sudáfrica         | Amistoso                                        | Óscar Washington Tabárez | Tigres                  | Capitán. |
| 34      | Bolivia             | 5-0     | 13/10/07 | Montevideo, Uruguay              | Eliminatoria C. del Mundo (1.ª fecha)           | Óscar Washington Tabárez | Tigres                  | Anotó un gol. Sustituido a los 73' por Carlos Bueno.                                                                                       |
| 35      | Chile               | 2-2     | 18/11/07 | Montevideo, Uruguay              | Eliminatoria C. del Mundo (3.ª fecha)           | Óscar Washington Tabárez | Tigres                  | Anotó un gol. |
| 36      | Brasil              | 1-2     | 21/11/07 | San Pablo, Brasil                | Eliminatoria C. del Mundo (4.ª fecha)           | Óscar Washington Tabárez | Tigres                  | Anotó un gol. |
| 37      | Colombia            | 2-2     | 06/02/08 | Montevideo, Uruguay              | Amistoso                                        | Óscar Washington Tabárez | Tigres                  | |
| 38      | Venezuela           | 1-1     | 14/06/08 | Montevideo, Uruguay              | Eliminatoria C. del Mundo (5.ª fecha)           | Óscar Washington Tabárez | River Plate             | |
| 39      | Perú                | 6-0     | 18/06/08 | Montevideo, Uruguay              | Eliminatoria C. del Mundo (6.ª fecha)           | Óscar Washington Tabárez | River Plate             | Ingresó a los 79' por Carlos Bueno. Anotó un gol.                                                                                          |
| 40      | Japón               | 3-1     | 20/08/08 | Sapporo, Japón                   | Amistoso                                        | Óscar Washington Tabárez | Beitar Jerusalén        | Ingresó a los 68' por Carlos Bueno. Anotó un gol.                                                                                          |
| 41      | Ecuador             | 0-0     | 10/09/08 | Montevideo, Uruguay              | Eliminatoria C. del Mundo (8.ª fecha)           | Óscar Washington Tabárez | Beitar Jerusalén        | Ingresó a los 70' por Carlos Bueno. |
| 42      | Argentina           | 1-2     | 11/10/08 | Buenos Aires, Argentina          | Eliminatoria C. del Mundo (9.ª fecha)           | Óscar Washington Tabárez | River Plate             | Sustituido a los 73' por Carlos Bueno. |
| 43      | Bolivia             | 2-2     | 14/10/08 | La Paz, Bolivia                  | Eliminatoria C. del Mundo (10.ª fecha)          | Óscar Washington Tabárez | River Plate             | Ingresó a los 70' por Cristian Rodríguez. Anotó un gol.                                                                                    |
| 44      | Francia             | 0-0     | 19/11/08 | Saint-Denis, Francia             | Amistoso                                        | Óscar Washington Tabárez | River Plate             | Ingresó a los 68' por Luis Suárez. |
| 45      | Libia               | 3-2     | 11/02/09 | Trípoli, Libia                   | Amistoso                                        | Óscar Washington Tabárez | Real Sociedad de Fútbol | Sustituido a los 59' por Jorge Martínez.                                                                                                   |
| 46      | Paraguay            | 2-0     | 28/03/09 | Montevideo, Uruguay              | Eliminatoria C. del Mundo (11.ª fecha)          | Óscar Washington Tabárez | Real Sociedad de Fútbol | Ingresó a los 78' por Diego Forlán. |
| 47      | Chile               | 0-0     | 01/04/09 | Santiago de Chile                | Eliminatoria C. del Mundo (12.ª fecha)          | Óscar Washington Tabárez | Real Sociedad de Fútbol | Ingresó a los 71' por Álvaro Pereira. |
| 48      | Brasil              | 0-4     | 06/06/09 | Montevideo, Uruguay              | Eliminatoria C. del Mundo (13.ª fecha)          | Óscar Washington Tabárez | Real Sociedad de Fútbol | Ingresó para el segundo tiempo por Diego Pérez.                                                                                            |
| 49      | Venezuela           | 2-2     | 10/06/09 | Puerto Ordaz, Venezuela          | Eliminatoria C. del Mundo (14.ª fecha)          | Óscar Washington Tabárez | Real Sociedad de Fútbol | Ingresó a los 67' por Luis Suárez. |
| 50      | Argelia             | 0-1     | 12/08/09 | Argel, Argelia                   | Amistoso                                        | Óscar Washington Tabárez | Aris Salónica           | Sustituido para el segundo tiempo por Hernán Rodrigo López.                                                                                |
| 51      | Perú                | 0-1     | 05/09/09 | Lima, Perú                       | Eliminatoria C. del Mundo (15.ª fecha)          | Óscar Washington Tabárez | Aris Salónica           | |
| 52      | Colombia            | 3-1     | 09/09/09 | Montevideo, Uruguay              | Eliminatoria C. del Mundo (16.ª fecha)          | Óscar Washington Tabárez | Aris Salónica           | Ingresó a los 89' por Luis Suárez. |
| 53      | Argentina           | 0-1     | 14/10/09 | Montevideo, Uruguay              | Eliminatoria C. del Mundo (18.ª fecha)          | Óscar Washington Tabárez | Aris Salónica           | Ingresó a los 77' por Luis Suárez. |
| 54      | Costa Rica          | 1-1     | 18/11/09 | Montevideo, Uruguay              | Repechaje C. del Mundo (Vuelta)                 | Óscar Washington Tabárez | Aris Salónica           | Ingresó a los 65' por Luis Suárez y anotó el gol con el que su selección llegó a la Copa Mundial de Fútbol de 2010                         |
| 55      | Suiza               | 3-1     | 03/03/10 | Saint Gall, Suiza                | Amistoso                                        | Óscar Washington Tabárez | Botafogo                | Ingresó a los 46' por Diego Forlán. |
| 56      | Israel              | 4-1     | 26/05/10 | Montevideo, Uruguay              | Amistoso                                        | Óscar Washington Tabárez | Botafogo                | Ingresó a los 46' por Diego Forlán, Anotó dos goles.                                                                                       |
| 57      | Francia             | 0-0     | 11/06/10 | Ciudad del Cabo, Sudáfrica       | Copa del Mundo Sudáfrica 2010. Grupo A          | Óscar Washington Tabárez | Botafogo                | Ingresó a los 74' por Luis Suárez. |
| 58      | Ghana               | 2-2     | 02/07/10 | Ciudad del Cabo, Sudáfrica       | Copa del Mundo Sudáfrica 2010. Cuartos de final | Óscar Washington Tabárez | Botafogo                | Ganó Uruguay 4-2 en def. por penales. Ingresó a los 76' por Edinson Cavani. Anotó el último penal, asegurando clasificación a Semifinales. |
| 59      | Países Bajos        | 2-3     | 06/07/10 | Ciudad del Cabo, Sudáfrica       | Copa del Mundo Sudáfrica 2010. Semifinales      | Óscar Washington Tabárez | Botafogo                | Ingresó a los 78' por Álvaro Pereira. |
| 60      | Alemania            | 2-3     | 10/07/10 | Puerto Elizabeth, Sudáfrica      | Copa del Mundo Sudáfrica 2010. Tercer lugar     | Óscar Washington Tabárez | Botafogo                | Ingresó a los 88' por Edinson Cavani. |
| 61      | Angola              | 2-0     | 11/08/10 | Lisboa, Portugal                 | Amistoso                                        | Óscar Washington Tabárez | Botafogo                | Sustituido a los 71' por Abel Hernández.                                                                                                   |
| 62      | Chile               | 0-2     | 17/11/10 | Santiago de Chile                | Amistoso                                        | Óscar Washington Tabárez | Botafogo                | Ingresó a los 78' por Diego Forlán. |
| 63      | Estonia             | 0-2     | 25/03/11 | Tallin, Estonia                  | Amistoso                                        | Óscar Washington Tabárez | Botafogo                | Sustituido a los 68' por Sebastián Eguren.                                                                                                 |
| 64      | Alemania            | 1-2     | 29/05/11 | Wurttemberg, Alemania            | Amistoso                                        | Óscar Washington Tabárez | Botafogo                | Ingresó a los 86' por Walter Gargano. |
| 65      | Estonia             | 3-0     | 23/06/11 | Rivera, Uruguay                  | Amistoso                                        | Óscar Washington Tabárez | Botafogo                | Ingresó a los 81' por Diego Forlán. |
| 66      | México              | 1-0     | 12/07/11 | La Plata, Argentina              | Copa América 2011. Grupo C                      | Óscar Washington Tabárez | Botafogo                | Ingresó a los 89' por Diego Forlán. |
| 67      | Chile               | 4-0     | 11/11/11 | Montevideo, Uruguay              | Eliminatoria C. del Mundo (3.ª fecha)           | Óscar Washington Tabárez | Botafogo                | Ingresó a los 57' por Gastón Ramírez. |
| 68      | Rumania             | 1-1     | 29/02/12 | Bucarest, Rumania                | Amistoso                                        | Óscar Washington Tabárez | Botafogo                | Ingresó a los 59' por Edinson Cavani. |
| 69      | Venezuela           | 1-1     | 02/06/12 | Montevideo, Uruguay              | Eliminatoria C. del Mundo (5.ª fecha)           | Óscar Washington Tabárez | Botafogo                | Ingresó a los 87' por Diego Forlán. |
| 70      | Francia             | 0-0     | 15/08/12 | Le Havre, Francia                | Amistoso                                        | Óscar Washington Tabárez | Botafogo                | |

## Equipos

### Como jugador
| Club                     | País        | Año       |
| ------------------------ | ----------- | --------- |
| Defensor Sporting        | Uruguay     | 1994-1996 |
| San Lorenzo              | Argentina   | 1996-1998 |
| Deportivo de La Coruña   | España      | 1998      |
| Gremio (cedido)          | Brasil      | 1998-1999 |
| Tecos (cedido)           | México      | 1999-2000 |
| San Lorenzo (cedido)     | Argentina   | 2000-2001 |
| Nacional (cedido)        | Uruguay     | 2001      |
| Cruz Azul (cedido)       | México      | 2002-2003 |
| Nacional (cedido)        | Uruguay     | 2003      |
| América (cedido)         | México      | 2003      |
| Tecos (cedido)           | México      | 2004      |
| Nacional                 | Uruguay     | 2004-2005 |
| Dorados de Sinaloa       | México      | 2005-2006 |
| Monterrey                | México      | 2006      |
| San Luis                 | México      | 2007      |
| Tigres                   | México      | 2007      |
| River Plate (cedido)     | Argentina   | 2008      |
| Beitar Jerusalén         | Israel      | 2008      |
| River Plate              | Argentina   | 2008-2009 |
| Real Sociedad            | España      | 2009      |
| Aris Salónica            | Grecia      | 2009      |
| Botafogo                 | Brasil      | 2010-2012 |
| Figueirense (cedido)     | Brasil      | 2012      |
| Nacional                 | Uruguay     | 2013      |
| Rosario Central (cedido) | Argentina   | 2013-2014 |
| Aucas (cedido)           | Ecuador     | 2015      |
| Nacional                 | Uruguay     | 2015      |
| Sol de América           | Paraguay    | 2016      |
| Santa Tecla              | El Salvador | 2016      |
| Bangu                    | Brasil      | 2017      |
| Central Español          | Uruguay     | 2017      |
| Deportes Puerto Montt    | Chile       | 2017      |
| Audax Italiano           | Chile       | 2018      |
| Magallanes               | Chile       | 2018      |
| Rio Branco               | Brasil      | 2019      |
| Santa Tecla              | El Salvador | 2019      |
| Boston River             | Uruguay     | 2019-2020 |
| Athletic Club (MG)       | Brasil      | 2021      |
| Sud América              | Uruguay     | 2021      |
| Olimpia (M)              | Uruguay     | 2021      |

### Como entrenador
| Club                      | País        | Año       | PD  | PG | PE | PP | GF  | GC  | DG  | Rendimiento |
| ------------------------- | ----------- | --------- | --- | -- | -- | -- | --- | --- | --- | ----------- |
| Santa Tecla (Interino)    | El Salvador | 2019      | 6   | 2  | 2  | 2  | 6   | 6   | +0  | 44.44%      |
| Boston River              | Uruguay     | 2020      | 18  | 3  | 7  | 8  | 19  | 27  | -8  | 29.63%      |
| Always Ready              | Bolivia     | 2022      | 5   | 1  | 2  | 2  | 4   | 7   | -3  | 33.33%      |
| Paysandú F.C.             | Uruguay     | 2022      | 11  | 2  | 3  | 6  | 7   | 14  | -7  | 27.27%      |
| Universidad César Vallejo | Perú        | 2023      | 36  | 12 | 9  | 15 | 47  | 55  | -8  | 41.66%      |
| Dorados de Sinaloa        | México      | 2024-2025 | 24  | 7  | 4  | 13 | 34  | 44  | -10 | 34.73%      |
| Tijuana                   | México      | 2025-Act. | 8   | 3  | 2  | 3  | 12  | 14  | -2  | 45.83%      |
| Total                     | Total       | Total     | 108 | 30 | 29 | 49 | 129 | 167 | -38 | 36.73%      |

## Estadísticas

### Clubes
| Club | Div.                    | Temporada     | Liga  | Liga  | Liga   | Regional(1) | Regional(1) | Regional(1) | Copas nacionales(2) | Copas nacionales(2) | Copas nacionales(2) | Torneos internacionales(3) | Torneos internacionales(3) | Torneos internacionales(3) | Total(4) | Total(4) | Total(4) | Media goleadora |
| Club | Div.                    | Temporada     | Part. | Goles | Asist. | Part.       | Goles       | Asist.      | Part.               | Goles               | Asist.              | Part.                      | Goles                      | Asist.                     | Part.    | Goles    | Asist.   | Media goleadora |
| --- | ----------------------- | ------------- | ----- | ----- | ------ | ----------- | ----------- | ----------- | ------------------- | ------------------- | ------------------- | -------------------------- | -------------------------- | -------------------------- | -------- | -------- | -------- | --------------- |
| Defensor Sporting · Uruguay |                         |               |       |       |        |             |             |             |                     |                     |                     |                            |                            |                            |          |          |          |                 |
| 1.ª | 1994                    | 8             | 6     | 1     | —      | —           | —           | 2           | 2                   | 0                   | —                   | —                          | —                          | 10                         | 8        | 1        | 0,80     |                 |
| 1.ª | 1995                    | 7             | 6     | 1     | —      | —           | —           | 3           | 3                   | 0                   | —                   | —                          | —                          | 10                         | 9        | 1        | 0,90     |                 |
| 1.ª | 1996                    | 15            | 7     | 5     | —      | —           | —           | —           | —                   | —                   | 6                   | 6                          | 0                          | 21                         | 13       | 5        | 0,57     |                 |
| Total club | Total club              | 30            | 19    | 7     | 0      | 0           | 0           | 5           | 5                   | 0                   | 6                   | 6                          | 0                          | 41                         | 30       | 7        | 0,73     |                 |
| San Lorenzo Argentina |                         |               |       |       |        |             |             |             |                     |                     |                     |                            |                            |                            |          |          |          |                 |
| 1.ª | 1996-97                 | 29            | 13    | 5     | —      | —           | —           | —           | —                   | —                   | —                   | —                          | —                          | 29                         | 13       | 5        | 0,45     |                 |
| 1.ª | 1997                    | 14            | 13    | 2     | —      | —           | —           | —           | —                   | —                   | —                   | —                          | —                          | 14                         | 13       | 2        | 0,93     |                 |
| Deportivo de La Coruña · España |                         |               |       |       |        |             |             |             |                     |                     |                     |                            |                            |                            |          |          |          |                 |
| 1.ª | 1998                    | 15            | 3     | 1     | —      | —           | —           | 3           | 1                   | 0                   | —                   | —                          | —                          | 18                         | 4        | 1        | 0,22     |                 |
| Grêmio FBPA · Brasil |                         |               |       |       |        |             |             |             |                     |                     |                     |                            |                            |                            |          |          |          |                 |
| 1.ª | 1998                    | 7             | 1     | 1     | —      | —           | —           | —           | —                   | —                   | —                   | —                          | —                          | 7                          | 1        | 1        | 0,14     |                 |
| Tecos de la UAG · México |                         |               |       |       |        |             |             |             |                     |                     |                     |                            |                            |                            |          |          |          |                 |
| 1.ª | 1999-00                 | 34            | 29    | 4     | —      | —           | —           | —           | —                   | —                   | —                   | —                          | —                          | 34                         | 29       | 4        | 0,85     |                 |
| San Lorenzo Argentina |                         |               |       |       |        |             |             |             |                     |                     |                     |                            |                            |                            |          |          |          |                 |
| 1.ª | 2000-01                 | 25            | 10    | 4     | —      | —           | —           | —           | —                   | —                   | 7                   | 6                          | 2                          | 32                         | 16       | 6        | 0,50     |                 |
| Total club | Total club              | 68            | 36    | 11    | 0      | 0           | 0           | 0           | 0                   | 0                   | 7                   | 6                          | 2                          | 75                         | 42       | 13       | 0,56     |                 |
| Nacional · Uruguay |                         |               |       |       |        |             |             |             |                     |                     |                     |                            |                            |                            |          |          |          |                 |
| 1.ª | 2001                    | 18            | 17    | 3     | —      | —           | —           | —           | —                   | —                   | —                   | —                          | —                          | 18                         | 17       | 3        | 0,94     |                 |
| Cruz Azul · México |                         |               |       |       |        |             |             |             |                     |                     |                     |                            |                            |                            |          |          |          |                 |
| 1.ª | 2002                    | 20            | 21    | 3     | —      | —           | —           | —           | —                   | —                   | —                   | —                          | —                          | 20                         | 21       | 3        | 1,05     |                 |
| 1.ª | 2002-03                 | 23            | 16    | 4     | —      | —           | —           | 7           | 6                   | 2                   | 2                   | 3                          | 0                          | 32                         | 25       | 6        | 0,78     |                 |
| Total club | Total club              | 43            | 37    | 7     | 0      | 0           | 0           | 7           | 6                   | 2                   | 2                   | 3                          | 0                          | 52                         | 46       | 9        | 0,89     |                 |
| Nacional · Uruguay |                         |               |       |       |        |             |             |             |                     |                     |                     |                            |                            |                            |          |          |          |                 |
| 1.ª | 2003                    | 7             | 8     | 1     | —      | —           | —           | —           | —                   | —                   | —                   | —                          | —                          | 7                          | 8        | 1        | 1,14     |                 |
| Club América · México |                         |               |       |       |        |             |             |             |                     |                     |                     |                            |                            |                            |          |          |          |                 |
| 1.ª | 2003                    | 16            | 3     | 1     | —      | —           | —           | —           | —                   | —                   | —                   | —                          | —                          | 16                         | 3        | 1        | 0,19     |                 |
| Tecos de la UAG · México |                         |               |       |       |        |             |             |             |                     |                     |                     |                            |                            |                            |          |          |          |                 |
| 1.ª | 2004                    | 17            | 5     | 1     | —      | —           | —           | —           | —                   | —                   | —                   | —                          | —                          | 17                         | 5        | 1        | 0,29     |                 |
| Total club | Total club              | 51            | 34    | 5     | 0      | 0           | 0           | 0           | 0                   | 0                   | 0                   | 0                          | 0                          | 51                         | 34       | 5        | 0,67     |                 |
| Nacional · Uruguay |                         |               |       |       |        |             |             |             |                     |                     |                     |                            |                            |                            |          |          |          |                 |
| 1.ª | 2004                    | 19            | 9     | 5     | —      | —           | —           | —           | —                   | —                   | —                   | —                          | —                          | 19                         | 9        | 5        | 0,47     |                 |
| 1.ª | 2005                    | 14            | 7     | 4     | —      | —           | —           | —           | —                   | —                   | 4                   | 1                          | 0                          | 18                         | 8        | 4        | 0,44     |                 |
| Dorados de Sinaloa · México |                         |               |       |       |        |             |             |             |                     |                     |                     |                            |                            |                            |          |          |          |                 |
| 1.ª | 2005-06                 | 34            | 22    | 3     | —      | —           | —           | —           | —                   | —                   | —                   | —                          | —                          | 34                         | 22       | 3        | 0,65     |                 |
| CF Monterrey · México |                         |               |       |       |        |             |             |             |                     |                     |                     |                            |                            |                            |          |          |          |                 |
| 1.ª | 2006                    | 18            | 8     | 3     | —      | —           | —           | —           | —                   | —                   | —                   | —                          | —                          | 18                         | 8        | 3        | 0,44     |                 |
| San Luis FC · México |                         |               |       |       |        |             |             |             |                     |                     |                     |                            |                            |                            |          |          |          |                 |
| 1.ª | 2007                    | 14            | 5     | 0     | —      | —           | —           | —           | —                   | —                   | —                   | —                          | —                          | 14                         | 5        | 0        | 0,36     |                 |
| Tigres UANL · México |                         |               |       |       |        |             |             |             |                     |                     |                     |                            |                            |                            |          |          |          |                 |
| 1.ª | 2007                    | 15            | 7     | 0     | —      | —           | —           | —           | —                   | —                   | —                   | —                          | —                          | 15                         | 7        | 0        | 0,47     |                 |
| River Plate Argentina |                         |               |       |       |        |             |             |             |                     |                     |                     |                            |                            |                            |          |          |          |                 |
| 1.ª | 2008                    | 17            | 2     | 0     | —      | —           | —           | —           | —                   | —                   | 8                   | 7                          | 2                          | 25                         | 9        | 2        | 0,36     |                 |
| 1.ª | Beitar Jerusalén Israel |               |       |       |        |             |             |             |                     |                     |                     |                            |                            |                            |          |          |          |                 |
| 1.ª | 2008                    | —             | —     | —     | —      | —           | —           | —           | —                   | —                   | 2                   | 0                          | 1                          | 2                          | 0        | 1        | 0,00     |                 |
| River Plate Argentina |                         |               |       |       |        |             |             |             |                     |                     |                     |                            |                            |                            |          |          |          |                 |
| 1.ª | 2008                    | —             | —     | —     | —      | —           | —           | —           | —                   | —                   | 4                   | 3                          | 1                          | 4                          | 3        | 1        | 0,75     |                 |
| Total club | Total club              | 17            | 2     | 0     | 0      | 0           | 0           | 0           | 0                   | 0                   | 12                  | 10                         | 3                          | 29                         | 12       | 3        | 0,41     |                 |
| Real Sociedad · España |                         |               |       |       |        |             |             |             |                     |                     |                     |                            |                            |                            |          |          |          |                 |
| 2.ª | 2009                    | 18            | 11    | 1     | —      | —           | —           | —           | —                   | —                   | —                   | —                          | —                          | 18                         | 11       | 1        | 0,61     |                 |
| Aris Salónica · Grecia |                         |               |       |       |        |             |             |             |                     |                     |                     |                            |                            |                            |          |          |          |                 |
| 1.ª | 2009                    | 8             | 3     | 0     | —      | —           | —           | 1           | 2                   | 0                   | —                   | —                          | —                          | 9                          | 5        | 0        | 0,56     |                 |
| Botafogo FR · Brasil |                         |               |       |       |        |             |             |             |                     |                     |                     |                            |                            |                            |          |          |          |                 |
| 1.ª | 2010                    | 25            | 11    | 1     | 15     | 11          | 0           | 4           | 2                   | 1                   | —                   | —                          | —                          | 44                         | 24       | 2        | 0,55     |                 |
| 1.ª | 2011                    | 23            | 13    | 2     | 13     | 9           | 1           | 4           | 4                   | 0                   | 2                   | 0                          | 1                          | 42                         | 26       | 4        | 0,62     |                 |
| 1.ª | 2012                    | 2             | 0     | 0     | 15     | 11          | 1           | 2           | 1                   | 0                   | —                   | —                          | —                          | 19                         | 12       | 1        | 0,63     |                 |
| Total club | Total club              | 50            | 24    | 3     | 43     | 31          | 2           | 10          | 7                   | 1                   | 2                   | 0                          | 1                          | 105                        | 62       | 7        | 0,59     |                 |
| Figueirense FC · Brasil |                         |               |       |       |        |             |             |             |                     |                     |                     |                            |                            |                            |          |          |          |                 |
| 1.ª | 2012                    | 5             | 0     | 1     | —      | —           | —           | —           | —                   | —                   | 1                   | 1                          | 0                          | 6                          | 1        | 1        | 0,17     |                 |
| Nacional · Uruguay |                         |               |       |       |        |             |             |             |                     |                     |                     |                            |                            |                            |          |          |          |                 |
| 1.ª | 2013                    | 11            | 2     | 1     | —      | —           | —           | —           | —                   | —                   | 3                   | 1                          | 0                          | 14                         | 3        | 1        | 0,21     |                 |
| Rosario Central Argentina |                         |               |       |       |        |             |             |             |                     |                     |                     |                            |                            |                            |          |          |          |                 |
| 1.ª | 2013-14                 | 27            | 7     | 2     | —      | —           | —           | 5           | 3                   | 0                   | —                   | —                          | —                          | 32                         | 10       | 2        | 0,31     |                 |
| 1.ª | 2014                    | 11            | 1     | 0     | —      | —           | —           | —           | —                   | —                   | 2                   | 0                          | 0                          | 13                         | 1        | 0        | 0,08     |                 |
| Total club | Total club              | 38            | 8     | 2     | 0      | 0           | 0           | 5           | 3                   | 0                   | 2                   | 0                          | 0                          | 45                         | 11       | 2        | 0,24     |                 |
| SD Aucas · Ecuador |                         |               |       |       |        |             |             |             |                     |                     |                     |                            |                            |                            |          |          |          |                 |
| 1.ª | 2015                    | 10            | 4     | 1     | —      | —           | —           | —           | —                   | —                   | —                   | —                          | —                          | 10                         | 4        | 1        | 0,40     |                 |
| Nacional · Uruguay |                         |               |       |       |        |             |             |             |                     |                     |                     |                            |                            |                            |          |          |          |                 |
| 1.ª | 2015                    | 7             | 3     | 1     | —      | —           | —           | —           | —                   | —                   | 2                   | 0                          | 0                          | 9                          | 3        | 1        | 0,33     |                 |
| Total club | Total club              | 76            | 46    | 15    | 0      | 0           | 0           | 0           | 0                   | 0                   | 9                   | 2                          | 0                          | 85                         | 48       | 15       | 0,57     |                 |
| Sol de América Paraguay |                         |               |       |       |        |             |             |             |                     |                     |                     |                            |                            |                            |          |          |          |                 |
| 1.ª | 2016                    | 10            | 2     | 1     | —      | —           | —           | —           | —                   | —                   | —                   | —                          | —                          | 10                         | 2        | 1        | 0,20     |                 |
| Santa Tecla · El Salvador |                         |               |       |       |        |             |             |             |                     |                     |                     |                            |                            |                            |          |          |          |                 |
| 1.ª | 2016                    | 21            | 13    | 2     | —      | —           | —           | —           | —                   | —                   | —                   | —                          | —                          | 21                         | 13       | 2        | 0,62     |                 |
| Bangu AC · Brasil |                         |               |       |       |        |             |             |             |                     |                     |                     |                            |                            |                            |          |          |          |                 |
| 4.ª | 2017                    | —             | —     | —     | 10     | 3           | 0           | —           | —                   | —                   | —                   | —                          | —                          | 10                         | 3        | 0        | 0,30     |                 |
| Central Español · Uruguay |                         |               |       |       |        |             |             |             |                     |                     |                     |                            |                            |                            |          |          |          |                 |
| 2.ª | 2017                    | 8             | 6     | 1     | —      | —           | —           | —           | —                   | —                   | —                   | —                          | —                          | 8                          | 6        | 1        | 0,75     |                 |
| Puerto Montt · Chile |                         |               |       |       |        |             |             |             |                     |                     |                     |                            |                            |                            |          |          |          |                 |
| 2.ª | 2017                    | 13            | 11    | 2     | —      | —           | —           | 2           | 0                   | 0                   | —                   | —                          | —                          | 15                         | 11       | 2        | 0,73     |                 |
| Audax Italiano · Chile |                         |               |       |       |        |             |             |             |                     |                     |                     |                            |                            |                            |          |          |          |                 |
| 1.ª | 2018                    | 10            | 0     | 0     | —      | —           | —           | —           | —                   | —                   | 1                   | 0                          | 0                          | 11                         | 0        | 0        | 0,00     |                 |
| Magallanes · Chile |                         |               |       |       |        |             |             |             |                     |                     |                     |                            |                            |                            |          |          |          |                 |
| 2.ª | 2018                    | 8             | 3     | 1     | —      | —           | —           | —           | —                   | —                   | —                   | —                          | —                          | 8                          | 3        | 1        | 0,38     |                 |
| Rio Branco · Brasil |                         |               |       |       |        |             |             |             |                     |                     |                     |                            |                            |                            |          |          |          |                 |
| 1.ª | 2019                    | —             | —     | —     | 13     | 6           | 3           | —           | —                   | —                   | —                   | —                          | —                          | 13                         | 6        | 3        | 0,46     |                 |
| Boston River · Uruguay |                         |               |       |       |        |             |             |             |                     |                     |                     |                            |                            |                            |          |          |          |                 |
| 1.ª | 2019                    | 19            | 2     | 3     | —      | —           | —           | —           | —                   | —                   | —                   | —                          | —                          | 19                         | 2        | 3        | 0,11     |                 |
| 1.ª | 2020                    | 14            | 2     | 2     | —      | —           | —           | —           | —                   | —                   | —                   | —                          | —                          | 14                         | 2        | 2        | 0,14     |                 |
| Total club | Total club              | 33            | 4     | 5     | 0      | 0           | 0           | 0           | 0                   | 0                   | 0                   | 0                          | 0                          | 33                         | 4        | 5        | 0,12     |                 |
| Athletic Club · Brasil |                         |               |       |       |        |             |             |             |                     |                     |                     |                            |                            |                            |          |          |          |                 |
| 1.ª | 2021                    | —             | —     | —     | 4      | 0           | 0           | —           | —                   | —                   | —                   | —                          | —                          | 4                          | 0        | 0        | 0,00     |                 |
| Sud América · Uruguay |                         |               |       |       |        |             |             |             |                     |                     |                     |                            |                            |                            |          |          |          |                 |
| 1.ª | 2021                    | 4             | 0     | 0     | —      | —           | —           | —           | —                   | —                   | —                   | —                          | —                          | 4                          | 0        | 0        | 0,00     |                 |
| Total carrera | Total carrera           | Total carrera | 640   | 312   | 74     | 70          | 40          | 5           | 33                  | 24                  | 3                   | 44                         | 28                         | 7                          | 787      | 404      | 88       | 0,51            |
| (1) Incluye datos del Campeonato Carioca (2010-17); Campeonato Capixaba (2019); Campeonato Mineiro (2021). (2) Incluye datos de la Liguilla Pre-Libertadores de América (1994-95); Copa del Rey (1998); Pre Pre Libertadores / Copa Pre Libertadores (2002); Copa de Grecia (2009); Copa de Brasil (2010-12); Copa Argentina (2014); Copa Chile (2017). (3) Incluye datos de la Copa Mercosur (2000); Liga de Campeones de la UEFA (2008); Copa Libertadores (1996-13); Copa Sudamericana (2008-18). (4) No incluye goles en partidos amistosos. |                         |               |       |       |        |             |             |             |                     |                     |                     |                            |                            |                            |          |          |          |                 |

### Selecciones
| Selección | Temporada     | Amistosos | Amistosos | Amistosos | Sudamérica(1) | Sudamérica(1) | Sudamérica(1) | Mundial | Mundial | Mundial | Total | Total | Total  | Media goleadora |
| Selección | Temporada     | Part.     | Goles     | Asist.    | Part.         | Goles         | Asist.        | Part.   | Goles   | Asist.  | Part. | Goles | Asist. | Media goleadora |
| --- | ------------- | --------- | --------- | --------- | ------------- | ------------- | ------------- | ------- | ------- | ------- | ----- | ----- | ------ | --------------- |
| Sub-17 · Uruguay                                                                                                 | 1993          | —         | —         | —         | 1             | 2             | 2             | —       | —       | —       | 1     | 2     | 2      | 2,00            |
| Sub-17 · Uruguay                                                                                                 | Total         | 0         | 0         | 0         | 1             | 2             | 2             | 0       | 0       | 0       | 1     | 2     | 2      | 2,00            |
| Adulta · Uruguay                                                                                                 | 1996          | 2         | 1         | 0         | —             | —             | —             | —       | —       | —       | 2     | 1     | 0      | 0,50            |
| Adulta · Uruguay                                                                                                 | 1997          | —         | —         | —         | 5             | 2             | 0             | —       | —       | —       | 5     | 2     | 0      | 0,40            |
| Adulta · Uruguay                                                                                                 | 1998          | —         | —         | —         | —             | —             | —             | —       | —       | —       | 0     | 0     | 0      | 0,00            |
| Adulta · Uruguay                                                                                                 | 1999          | —         | —         | —         | —             | —             | —             | —       | —       | —       | 0     | 0     | 0      | 0,00            |
| Adulta · Uruguay                                                                                                 | 2000          | —         | —         | —         | 2             | 0             | 0             | —       | —       | —       | 2     | 0     | 0      | 0,00            |
| Adulta · Uruguay                                                                                                 | 2001          | —         | —         | —         | —             | —             | —             | —       | —       | —       | 0     | 0     | 0      | 0,00            |
| Adulta · Uruguay                                                                                                 | 2002          | 4         | 6         | 0         | —             | —             | —             | 3       | 0       | 0       | 7     | 6     | 0      | 0,86            |
| Adulta · Uruguay                                                                                                 | 2003          | 3         | 3         | 2         | —             | —             | —             | —       | —       | —       | 3     | 3     | 2      | 1,00            |
| Adulta · Uruguay                                                                                                 | 2004          | —         | —         | —         | —             | —             | —             | —       | —       | —       | 0     | 0     | 0      | 0,00            |
| Adulta · Uruguay                                                                                                 | 2005          | 1         | 1         | 0         | —             | —             | —             | —       | —       | —       | 1     | 1     | 0      | 1,00            |
| Adulta · Uruguay                                                                                                 | 2006          | 7         | 2         | 0         | —             | —             | —             | —       | —       | —       | 7     | 2     | 0      | 0,29            |
| Adulta · Uruguay                                                                                                 | 2007          | 4         | 4         | 1         | 7             | 5             | 0             | —       | —       | —       | 11    | 9     | 1      | 0,82            |
| Adulta · Uruguay                                                                                                 | 2008          | 4         | 2         | 1         | 4             | 1             | 1             | —       | —       | —       | 8     | 3     | 2      | 0,38            |
| Adulta · Uruguay                                                                                                 | 2009          | 2         | 0         | 1         | 8             | 1             | 1             | —       | —       | —       | 10    | 1     | 2      | 0,10            |
| Adulta · Uruguay                                                                                                 | 2010          | 4         | 2         | 0         | —             | —             | —             | 4       | 0       | 0       | 8     | 2     | 0      | 0,25            |
| Adulta · Uruguay                                                                                                 | 2011          | 4         | 1         | 0         | 2             | 0             | 0             | —       | —       | —       | 6     | 1     | 0      | 0,17            |
| Adulta · Uruguay                                                                                                 | 2012          | 2         | 0         | 0         | 1             | 0             | 0             | —       | —       | —       | 3     | 0     | 0      | 0,00            |
| Adulta · Uruguay                                                                                                 | Total         | 37        | 22        | 5         | 29            | 9             | 2             | 7       | 0       | 0       | 73    | 31    | 7      | 0,43            |
| Total carrera | Total carrera | 37        | 22        | 5         | 30            | 11            | 4             | 7       | 0       | 0       | 74    | 33    | 9      | 0,45            |
| (1) Incluye los partidos del Sudamericano Sub-17 (1993); Clasificatorias Sudamericanas / Copa América (1997-12). |               |           |           |           |               |               |               |         |         |         |       |       |        |                 |

### Resumen Estadístico
| Competición           | Partidos | Goles | Promedio | Asistencias | Promedio | Goles y asistencias | Promedio |
| --------------------- | -------- | ----- | -------- | ----------- | -------- | ------------------- | -------- |
| Primera División      | 593      | 281   | 0,47     | 69          | 0,12     | 350                 | 0,59     |
| Segunda División      | 47       | 31    | 0,66     | 5           | 0,11     | 36                  | 0,77     |
| Regional              | 70       | 40    | 0,57     | 5           | 0,07     | 45                  | 0,64     |
| Copas nacionales      | 33       | 24    | 0,73     | 3           | 0,09     | 27                  | 0,82     |
| Copas internacionales | 44       | 28    | 0,64     | 7           | 0,16     | 35                  | 0,80     |
| Selección absoluta    | 73       | 31    | 0,43     | 7           | 0,10     | 38                  | 0,52     |
| Selección sub-17      | 1        | 2     | 2,00     | 2           | 2,00     | 4                   | 4,00     |
| Total                 | 861      | 437   | 0,51     | 98          | 0,11     | 535                 | 0,62     |

### Hat-tricks
| 1  | 11 de febrero de 2000   | Tres de Marzo, Zapopan                    | Tecos FC - Necaxa                    |  | 4 - 1 | Verano 2000                        |
| 2  | 2 de febrero de 2002    | Azul, Ciudad de México                    | Cruz Azul FC - Atlante               |  | 3 - 1 | Verano 2002                        |
| 3  | 21 de diciembre de 2002 | Azul, Ciudad de México                    | Cruz Azul FC - Nacional Táchira      |  | 4 - 0 | Copa Pre Libertadores 2003         |
| 4  | 1 de febrero de 2003    | Azul, Ciudad de México                    | Cruz Azul FC - CD Guadalajara        |  | 3 - 3 | Clausura 2003                      |
| 5  | 17 de abril de 2008     | El Monumental, Buenos Aires               | River Plate - Universidad San Martín |  | 5 - 0 | Copa Libertadores 2008             |
| 6  | 14 de marzo de 2009     | Municipal de Chapín, Jerez de la Frontera | Xerez CD - Real Sociedad             |  | 1 - 3 | Segunda División de España 2008-09 |
| 7  | 7 de febrero de 2010    | Olímpico Nilton Santos, Río de Janeiro    | Botafogo - Resende                   |  | 5 - 2 | Campeonato Carioca 2010            |
| 8  | 29 de marzo de 2010     | São Januário, Río de Janeiro              | Boavista - Botafogo                  |  | 1 - 4 | Campeonato Carioca 2010            |
| 9  | 21 de abril de 2012     | Olímpico Nilton Santos, Río de Janeiro    | Bangu - Botafogo                     |  | 2 - 4 | Campeonato Carioca 2012            |
| 10 | 8 de diciembre de 2016  | Las Delicias, Santa Tecla                 | Santa Tecla FC - Águila              |  | 4 - 3 | Apertura 2016                      |
| 11 | 13 de marzo de 2019     | Kléber José de Andrade, Cariacica         | Rio Branco - Castelo FC              |  | 6 - 1 | Campeonato Capixaba 2019           |

## Palmarés

### Como jugador

#### Campeonatos regionales
| Título             | Club     | País   | Año  |
| ------------------ | -------- | ------ | ---- |
| Taça Río           | Botafogo | Brasil | 2010 |
| Taça Guanabara     | Botafogo | Brasil | 2010 |
| Campeonato Carioca | Botafogo | Brasil | 2010 |
| Taça Río           | Botafogo | Brasil | 2012 |

#### Campeonatos nacionales
| Título                        | Club        | País        | Año     |
| ----------------------------- | ----------- | ----------- | ------- |
| Primera División de Argentina | San Lorenzo | Argentina   | C-2001  |
| Campeonato Uruguayo           | Nacional    | Uruguay     | 2001    |
| Campeonato Uruguayo           | Nacional    | Uruguay     | 2005    |
| Primera División de Argentina | River Plate | Argentina   | C-2008  |
| Torneo Apertura               | Santa Tecla | El Salvador | 2016    |
| Copa El Salvador              | Santa Tecla | El Salvador | 2018-19 |

#### Campeonatos internacionales
| Título       | Club                 | País      | Año  |
| ------------ | -------------------- | --------- | ---- |
| Copa América | Selección de Uruguay | Argentina | 2011 |

### Como entrenador

#### Campeonatos nacionales
| Título           | Club        | País        | Año     |
| ---------------- | ----------- | ----------- | ------- |
| Copa El Salvador | Santa Tecla | El Salvador | 2018-19 |

### Distinciones individuales
| Distinción                                                           | Año     |
| -------------------------------------------------------------------- | ------- |
| Goleador de Torneo Verano (14 goles)                                 | 2000    |
| Goleador del Torneo Apertura                                         | 2001    |
| Futbolista del Fútbol Uruguayo del Año                               | 2001    |
| Goleador de Torneo Verano                                            | 2002    |
| Goleador de Torneo Apertura                                          | 2005    |
| Goleador de Torneo Clausura                                          | 2006    |
| Goleador de Monterrey en el Torneo Apertura                          | 2006    |
| Goleador de San Luis en Torneo Clausura                              | 2007    |
| Segundo máximo goleador de Copa Libertadores                         | 2008    |
| Segundo máximo goleador del Campeonato Carioca                       | 2010    |
| Tercer mejor delantero del Campeonato Brasileño                      | 2010    |
| Charrúa de Plata a la Hazaña Deportiva                               | 2010    |
| Segundo mejor 2.º delantero del Campeonato Carioca                   | 2012    |
| Goleador de Rosario Central en Torneo Inicial                        | 2013    |
| Goleador de Rosario Central en Copa Argentina                        | 2013-14 |
| Goleador del Torneo de Apertura Salvadoreño 2016 (13 goles)          | 2016    |
| Goleador del Torneo de Transición Primera B de Chile 2017 (11 goles) | 2017    |
| Mejor Jugador de la Primera B de El Gráfico Chile                    | 2017    |

## Marcas importantes

### En general
- Ha marcado goles en más de 20 clásicos distintos.
- En diciembre del 2017 supera la marca impuesta por Lutz Pfannenstiel, habiendo jugado por 25 equipos diferentes.[42]
- En 2010 Abreu fue al Mundial de Sudáfrica 2010 como el jugador que más goles anotó en su carrera. (305 goles).[43]
- Es el séptimo máximo goleador de la Selección Uruguaya, con 26 goles.[44][45][46][47][48]
- En el año 2011 fue homenajeado junto a Alcides Edgardo Ghiggia dejando sus huellas para el Museo del Fútbol de Uruguay en el parador Fanáticos, en Punta del Este.[49]
- Abreu en 2012 es el goleador 83.º de toda la historia del fútbol del mundo, y el 8.º máximo goleador activo en todo el mundo. (340 goles)[50][51]
- En 2013 se convirtió el goleador 81.º de toda la historia del fútbol del mundo, y continuo siendo el 8.º máximo goleador activo en todo el mundo.[52]
- En 2014 se convirtió en el 7.º máximo goleador activo en todo el mundo. (350 goles)[53]
- Abreu ha convertido 8 goles en el Clásico del fútbol uruguayo para Nacional en 8 partidos, obteniendo un promedio de 1 gol por partido.[54]
- En 2015 luego del anuncio de Juan Román Riquelme de dejar el fútbol, Abreu se convierte en el jugador activo con más goles en la historia de la Copa Libertadores de América.[55]
- Último jugador en actividad en haber compartido encuentro oficial con Diego Maradona durante su primera etapa en San Lorenzo en un enfrentamiento ante Boca Juniors.[56]
- Junto a Zlatan Ibrahimović, Roque Santa Cruz Joaquín Sánchez y José Sand, son los únicos jugadores del mundo que han anotado goles durante cuatro décadas (1990, 2000, 2010 y 2020).

### En México
- Abreu junto a Cabinho es el jugador que se consagró goleador en Primera División de México más veces con equipos distintos.
- Es el primer jugador extranjero en anotar goles a ambos equipos que conforman el Clásico Regio; es decir, con el Monterrey le anotó a Tigres y con Tigres anotó a Monterrey.[57]
- Segundo extranjero en ganar más veces el goleo individual en México a partir del 2006 - presente.
- En 2002 el "Loco" fue el máximo goleador histórico en torneos cortos en Fútbol Mexicano.[58]
- Tercer máximo goleador histórico uruguayo de Primera División de México.
- Máximo goleador histórico en Primera División de Dorados[59]
- Único goleador en dos temporadas seguidas en la historia de Dorados.
- Junto a José Luis Zalazar únicos goleador en la historia de Club Deportivo Estudiantes Tecos.
- Único goleador de torneos cortos en la historia de Club Deportivo Estudiantes Tecos
- Junto a Carlos Hermosillo, Horacio López Salgado, Emanuel Villa únicos goleadores en la historia de Cruz Azul.
- Junto a Emanuel Villa y Jonathan Rodríguez únicos goleadores en torneos cortos en la historia del Cruz Azul.